# Temple protestant du Havre
Le temple protestant du Havre est un lieu de culte protestant construit en 1862 et situé rue Anatole-France au Havre. Après les bombardements de la Seconde Guerre mondiale, il a été en partie reconstruit puis transformé en 1990. La paroisse est membre de l'Église protestante unie de France.

## Histoire
La présence protestante est ancienne au Havre : elle remonte au XVIe siècle et la ville fut un enjeu dans les guerres de Religion. Sur le territoire actuel de la commune, un premier temple fut utilisé dans le quartier Sanvic au début du XVIIe siècle. Il fut détruit en 1685 à la suite de la révocation de l'édit de Nantes.
À la fin du XVIIIe siècle, le culte protestant fut célébré dans le quartier Saint-François. Avec la croissance démographique de la ville au XIXe siècle, il est décidé de construire un nouveau temple protestant. Le temple du Havre a été bâti en 1862 sur les plans de l'architecte Deconchy. Il était doté d'un clocher et pouvait accueillir jusqu'à 1200 fidèles.
Bombardé en 1941, le temple perd son fronton, son clocher et sa toiture. Reconstruit en 1953 par les architectes Gaston Delaune, Jacques Lamy et Gérard Dupasquier, travaillant dans le cabinet Auguste Perret, c'est le seul édifice du Havre réunissant en un même bâtiment l'architecture XIXe siècle et l'architecture de l'école Perret.
Antoine Rufenacht, député et ancien maire du Havre de 1995 à 2010, est un fidèle célèbre du temple protestant.

## Description

### Extérieur
Le temple actuel est très sobre en briques jaunes : un seul vaisseau allongé sert de lieu de culte. Il est surmonté d'un toit terrasse et possède un étage carré. Il est précédé par un porche doté de trois ouvertures surmontées d'arc en plein cintre. Il n'y a ni statues, ni clocher.

### Intérieur
L'orgue et la chaire datent des années 1950. Le grand escalier intérieur a été aménagé en 1990 conçu par Sylvestre Monnier, qui reçut un premier prix d’architecture à Rome. Les piliers en béton sont caractéristiques de l'atelier Perret.
L'orgue Gutschenritter actuel remplace l'ancien orgue Merklin, construit en 1883 et détruit dans lors des bombardements de 1941.